# Maurice Benard
Maurice Benard (São Francisco, 1 de março de 1963) é um ator americano. Em 1993, ele interpretou Sonny Corinthos na novela General Hospital da ABC.

## Filmografia
| Ano  | Título                               | Papel            | Nota(s)   |
| ---- | ------------------------------------ | ---------------- | --------- |
| 1991 | Her Wicked Ways                      | Steve            | Telefilme |
| 1991 | Lucy & Desi: Before the Laughter     | Desi Arnaz       | Telefilme |
| 1992 | Caso Kennedy - Uma Conspiração       | Diego            |           |
| 1993 | Mi Vida Loca                         | Creeper          |           |
| 1996 | To Face Her Past                     | Jesse Molina     | Telefilme |
| 1999 | Operation Splitsville                | Frank            |           |
| 1999 | Restraining Order                    | Sicko            |           |
| 2000 | Crystal Clear                        | Steven           |           |
| 2009 | Confession                           | Mitch            |           |
| 2010 | The Penny                            | The Penny        | Voice     |
| 2015 | The Ghost and the Whale              | Joseph Hawthorne | Telefilme |
| 2015 | Joy: O Nome do Sucesso               | Jared            |           |
| 2019 | Victoria Gotti: My Father's daughter | John Gotti       | Telefilme |
| 2019 | Hold On                              | Peter Duran      |           |

| Ano           | Título                        | Papel             | Nota(s)                 |
| ------------- | ----------------------------- | ----------------- | ----------------------- |
| 1987–1989     | All My Children               | Nico Kelly        |                         |
| 1990          | DEA                           | Curro             | Episódio: "Bloodsport"  |
| 1991          | Stat                          | Jorge Rosario     | Episódio: "Ladyfinger"  |
| 1992          | Justiça Final                 | Namorado de Kelly | Episódio: "Anniversary" |
| 1993–presente | General Hospital              | Sonny Corinthos   |                         |
| 2000          | Port Charles                  | Sonny Corinthos   | 2 episódios             |
| 2007          | General Hospital: Night Shift | Sonny Corinthos   | Episódio: "Time Served" |
| 2016          | Castle                        | Horatio Spate     | Episódio: "Dead Again"  |